# Blaise-sous-Arzillières
Blaise-sous-Arzillières est une commune française, située dans le département de la Marne en région Grand Est.

## Géographie
| Courdemanges               | Frignicourt             | Bignicourt-sur-Marne |
| Châtelraould-Saint-Louvent | Blaise-sous-Arzillières | Norrois              |
| Les Rivières-Henruel       | Arzillières-Neuville    |                      |

### Hydrographie
La commune est dans la région hydrographique « la Seine de sa source au confluent de l'Oise (exclu) » au sein du bassin Seine-Normandie. Elle est drainée par la Marne, l'Isson, la Carpière, le canal de la Blaise, le cours d'eau 01 des Vieilles Eaux, le Fossé 01 des Pâtures du Mont Moret, le ruisseau de Compre et le ruisseau de la Fontaine Saint-Antoine,.
La Marne  prend sa source sur le plateau de Langres, dans la commune de Saints-Geosmes (Haute-Marne) et se jette dans la Seine entre Charenton-le-Pont et Alfortville (Val-de-Marne) dans le quartier de Conflans-l'Archevêque. 
L'Isson, d'une longueur de 20 km, prend sa source dans la commune de Drosnay et se jette  dans la Marne à Frignicourt, après avoir traversé sept communes. 

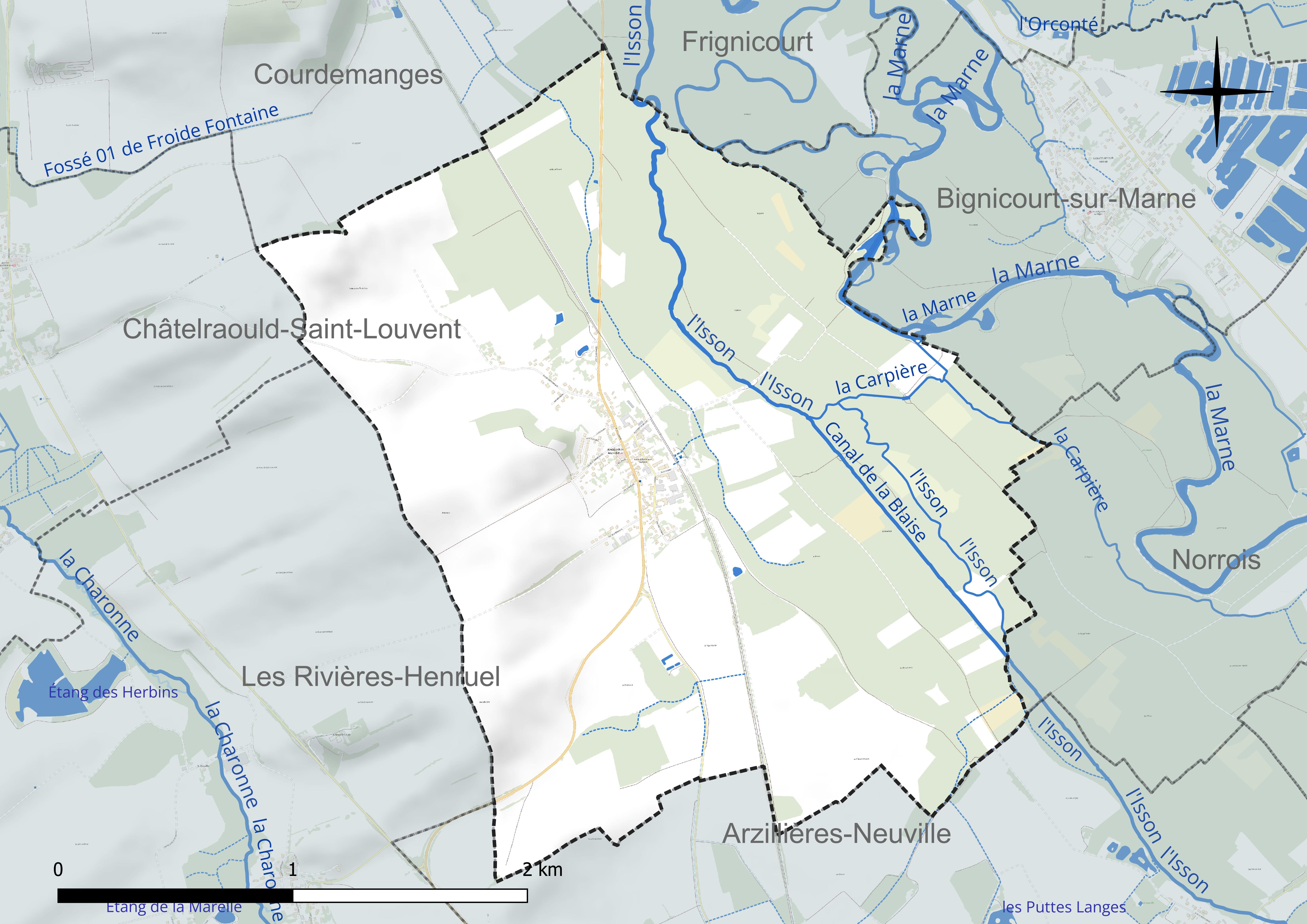
Réseau hydrographique de Blaise-sous-Arzillières.

### Climat
Pour des articles plus généraux, voir Climat du Grand Est et Climat de la Marne.
En 2010, le climat de la commune est de type climat océanique dégradé des plaines du Centre et du Nord, selon une étude du Centre national de la recherche scientifique s'appuyant sur une série de données couvrant la période 1971-2000. En 2020, Météo-France publie une typologie des climats de la France métropolitaine dans laquelle la commune est exposée à un climat océanique altéré et est dans la région climatique  Nord-est du bassin Parisien, caractérisée par un ensoleillement médiocre, une pluviométrie moyenne régulièrement répartie au cours de l’année et un hiver froid (3 °C). 
Pour la période 1971-2000, la température annuelle moyenne est de 10,6 °C, avec une amplitude thermique annuelle de 15,7 °C. Le cumul annuel moyen de précipitations est de 745 mm, avec 11,9 jours de précipitations en janvier et 8,2 jours en juillet. Pour la période 1991-2020, la température moyenne annuelle observée sur la station météorologique de Météo-France la plus proche, « Frignicourt », sur la commune de Frignicourt à 3 km à vol d'oiseau, est de 11,5 °C et le cumul annuel moyen de précipitations est de 694,6 mm. 
La température maximale relevée sur cette station est de 41,7 °C, atteinte le 25 juillet 2019 ; la température minimale est de −22 °C, atteinte le 9 janvier 1985,,. 
Les paramètres climatiques de la commune ont été estimés pour le milieu du siècle (2041-2070) selon différents scénarios d'émission de gaz à effet de serre à partir des nouvelles projections climatiques de référence DRIAS-2020. Ils sont consultables sur un site dédié publié par Météo-France en novembre 2022.

## Urbanisme

### Typologie
Au 1er janvier 2024, Blaise-sous-Arzillières est catégorisée commune rurale à habitat dispersé, selon la nouvelle grille communale de densité à sept niveaux définie par l'Insee en 2022.
Elle est située hors unité urbaine. Par ailleurs la commune fait partie de l'aire d'attraction de Vitry-le-François, dont elle est une commune de la couronne,. Cette aire, qui regroupe 73 communes, est catégorisée dans les aires de moins de 50 000 habitants,.

### Occupation des sols
L'occupation des sols de la commune, telle qu'elle ressort de la base de données européenne d’occupation biophysique des sols Corine Land Cover (CLC), est marquée par l'importance des territoires agricoles (52,2 % en 2018), en diminution par rapport à 1990 (65,2 %). La répartition détaillée en 2018 est la suivante : 
forêts (41,5 %), terres arables (38,8 %), zones agricoles hétérogènes (13,5 %), zones urbanisées (6 %), milieux à végétation arbustive et/ou herbacée (0,2 %). L'évolution de l’occupation des sols de la commune et de ses infrastructures peut être observée sur les différentes représentations cartographiques du territoire : la carte de Cassini (XVIIIe siècle), la carte d'état-major (1820-1866) et les cartes ou photos aériennes de l'IGN pour la période actuelle (1950 à aujourd'hui).

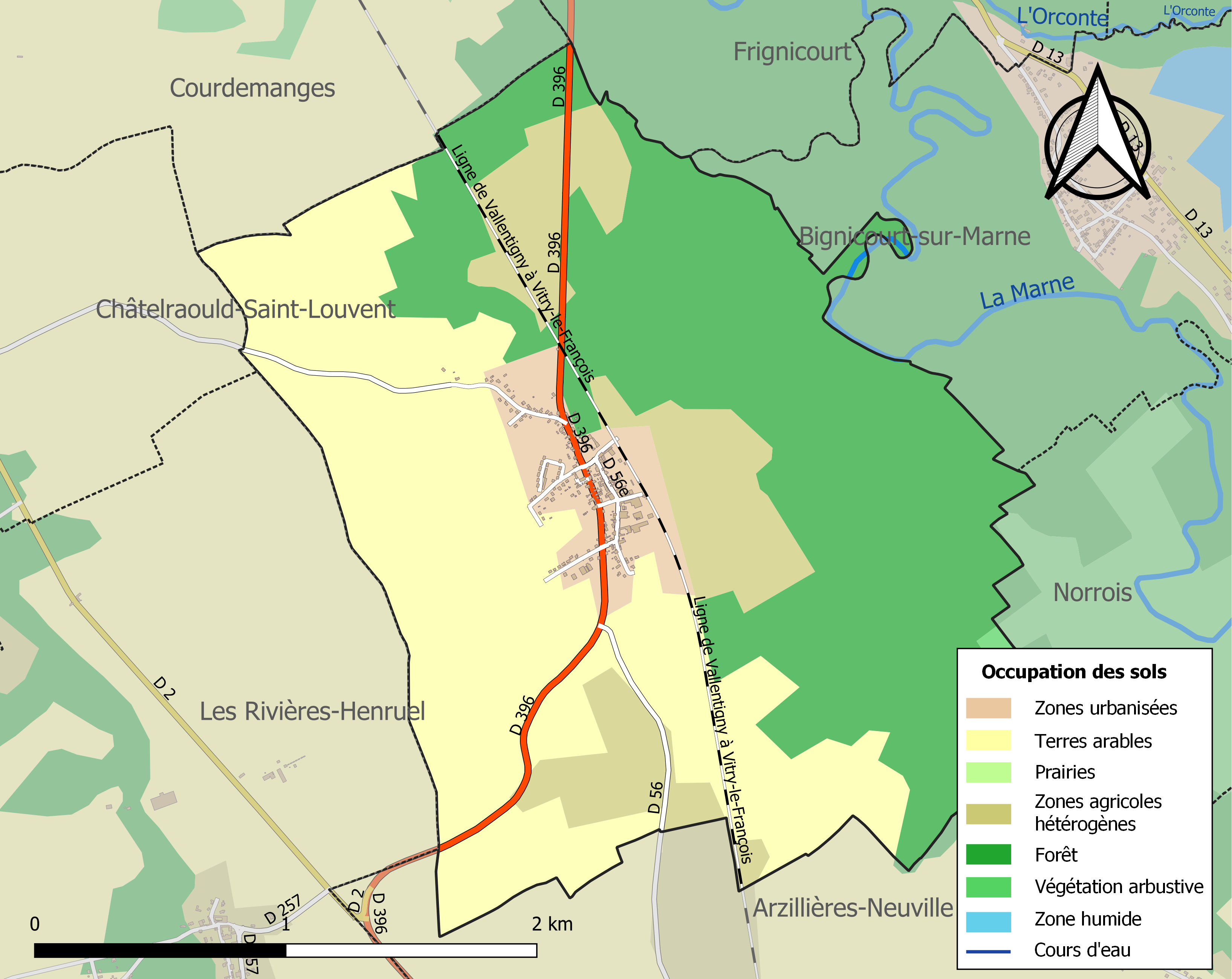
Carte des infrastructures et de l'occupation des sols de la commune en 2018 (CLC).

## Toponymie
Le nom de la localité est attesté sous les formes Blessia villa, Blesius villa, Blesia villa (1141) ; Blesa (1131-1142) ; Bloisa (1216) ; Blesia villa, sita juxta Ardillerias (1244) ; Blesia subtus Arzillerias (1252) ; Bloyse, Bloise (vers 1252) ; Bloise delez Arzillieres (1305) ; Bloise-soubz-Arzillieres (1366) ; Blaisse-soubz-Arzillieres (1445) ; Blaise-soubz-Arzillieres (1460) ; Blaise-soubz-Arzilliers (1553) ; Bloize-soubz-Arzillieres (1563) ; Blaize-sous-Arzilleres (1662) ; Blaises-sous-Arzillers (1735) ; Blesa sub Arzillariis (1755).

Le nom de la commune est issu de la rivière éponyme qui passait jadis à Blaise-sous-Arzillières, elle aussi donnée son nom à la vallée et à la région. La Blaise est une rivière qui prend sa source à Gillancourt dans le département de la Haute-Marne, attestée sous les formes Blesa au IXe siècle, Bloise en 1279. Elle se jette dans la  Marne, dont elle est un affluent de rive gauche, sur la commune d'Arrigny, dans le département de la Marne.

Peut-être issu du celtique *blet « loup » et du suffixe roman -ia : (aqua) *bletia « (cours d'eau) du loup ».

Blaise-sous-Arzillières est au nord de Arzillières-Neuville.

## Histoire
Le nom a été orthographié Blaise-sous-Arzillers jusqu’au XIXe siècle.

## Politique et administration
| Période                                  | Période                      | Identité        | Étiquette | Qualité |
| ---------------------------------------- | ---------------------------- | --------------- | --------- | ------- |
| Les données manquantes sont à compléter. |                              |                 |           |         |
| avant 1988                               | ?                            | Lucien Rapinat  |           |         |
| mars 2001                                | mars 2008                    | Claude Lecrique |           |         |
| mars 2008                                | 2014                         | Didier Gérardin |           |         |
| 2014                                     | En cours (au 4 juillet 2014) | Jacques Fortin  |           |         |

## Équipements et services publics

### Postes et télécommunications
Une boîte aux lettres de La Poste se trouve sur le territoire de la commune, rue Basse. Le bureau de poste le plus proche est situé à Frignicourt, à environ 3 km de Blaise-sous-Arzillières.

### Justice, sécurité et secours
Du point de vue judiciaire, Blaise-sous-Arzillières relève du conseil de prud'hommes, du tribunal de commerce, du tribunal judiciaire, du tribunal paritaire des baux ruraux et du tribunal pour enfants de Châlons-en-Champagne, dans le ressort de la cour d'appel de Reims. Pour le contentieux administratif, la commune dépend du tribunal administratif de Châlons-en-Champagne et de la cour administrative d'appel de Nancy.
Blaise-sous-Arzillières est située en secteur Gendarmerie nationale et dépend de la brigade de Saint-Remy-en-Bouzemont-Saint-Genest-et-Isson.
En matière d'incendie et de secours, les casernes les plus proches sont celles de Vitry-le-François et de Saint-Remy-en-Bouzemont, rattachées au Service départemental d'incendie et de secours (SDIS) de la Marne. 

## Démographie
L'évolution du nombre d'habitants est connue à travers les recensements de la population effectués dans la commune depuis 1793. Pour les communes de moins de 10 000 habitants, une enquête de recensement portant sur toute la population est réalisée tous les cinq ans, les populations de référence des années intermédiaires étant quant à elles estimées par interpolation ou extrapolation. Pour la commune, le premier recensement exhaustif entrant dans le cadre du nouveau dispositif a été réalisé en 2005.

En 2022, la commune comptait 318 habitants, en évolution de −7,02 % par rapport à 2016 (Marne : −1,19 %, France hors Mayotte : +2,11 %).
| 1793 | 1800 | 1806 | 1821 | 1831 | 1836 | 1841 | 1846 | 1851 |
| ---- | ---- | ---- | ---- | ---- | ---- | ---- | ---- | ---- |
| 178  | 172  | 172  | 188  | 200  | 201  | 215  | 221  | 213  |

| 1856 | 1861 | 1866 | 1872 | 1876 | 1881 | 1886 | 1891 | 1896 |
| ---- | ---- | ---- | ---- | ---- | ---- | ---- | ---- | ---- |
| 209  | 224  | 226  | 197  | 209  | 307  | 210  | 213  | 213  |

| 1901 | 1906 | 1911 | 1921 | 1926 | 1931 | 1936 | 1946 | 1954 |
| ---- | ---- | ---- | ---- | ---- | ---- | ---- | ---- | ---- |
| 181  | 171  | 187  | 184  | 185  | 200  | 194  | 306  | 305  |

| 1962 | 1968 | 1975 | 1982 | 1990 | 1999 | 2005 | 2006 | 2010 |
| ---- | ---- | ---- | ---- | ---- | ---- | ---- | ---- | ---- |
| 434  | 508  | 480  | 414  | 396  | 377  | 359  | 361  | 336  |

| 2015 | 2020 | 2022 | - | - | - | - | - | - |
| ---- | ---- | ---- | - | - | - | - | - | - |
| 341  | 324  | 318  | - | - | - | - | - | - |

## Culture locale et patrimoine

### Personnalités liées à la commune
Marie Alfred François Jules HUTIN (1895 - 1945).
Brillant combattant 14/18, ancien chasseur du colonel Driant (député de Nancy).
Industriel de Vitry-le-François, fondateur des Établissements Jules-Hutin de Blaise-sous-Arzillières.
Maire de Blaise-sous-Arzillières de 1929 à 1945. Arrêté par la Gestapo en juillet 1944 pour aide à la Résistance et au
ravitaillement des Maquis, notamment le groupe Melpomène de Châlons-sur-Marne, Jules Hutin est emprisonné à Châlons-sur-Marne, puis déporté à Natzwiller en Alsace (camp du Struthof), Dachau, Melk, Mauthausen et enfin Ebensée où il meurt d’épuisement le 20 avril 1945.

### Héraldique
| Armes de Blaise-sous-Arzillières | Les armes de la commune se blasonnent ainsi : fascé d'or et d'azur, chaque fasce d'or chargée d'une broye de gueules, les fasces d'azur chargées de six étoiles d'or ordonnées 3, 2 et 1. |